# 潘菽
潘菽（1897年7月13日—1988年3月26日），又名潘有年，字水菽，男，江苏宜兴人，中国心理学家，教育家。

## 生平
1897年（清朝光绪二十三年）7月13日，潘菽出生于江苏省宜兴县陆平村的书香门第，潘菽6岁时开始在父亲潘仲六开办的蒙馆里读《四书》、《五经》。后始逢清朝末年废科举办学堂，潘菽以优异成绩考取了常州江苏省立第五中学插班3年级。1917年（中华民国六年），潘菽中学毕业，跳过两年预科，直接考取了大学本科，就读于北京大学哲学系。在北京大学学习期间，潘菽接触了中国知识界对華夏传统文化的反思，深受「德先生」和「賽先生」的感召。1919年五四运动中，潘菽参加了抗议北洋政府外交失败的游行示威，是被军警逮捕的三十二名学生之一。后经蔡元培、朱家骅等营救获释。
1920年（民国九年），潘菽大学毕业，抱着“教育救国”的思想，考取了官费留美。1921年（民国十年），抵达美国入加利福尼亚大学学习教育学。之后受到在美国学习心理学的郭任远与蔡翘影响而转读心理学，于印第安那大学获心理学硕士学位。1923年（民国十二年），转入芝加哥大学，在哈维·卡尔教授指导下，于1926年完成了“背景对学习和回忆的影响”论文，获得博士学位。
1927年潘菽学成回国。当时，中国现代心理学正处于创建阶段，一些大学纷纷成立心理系。他被最早成立了心理系的第四中山大学（前身是东南大学，后来改称中央大学）聘为心理学副教授，半年后升为教授，兼心理系主任。
30年代，国内一些大学纷纷取消心理系，一些很有才干的年轻心理学者被迫纷纷改行。面对中国心理学可能夭折的厄运，潘菽在报刊上以《为心理学辩护》等为题，接连发表文章，竭力争取社会对心理学的了解、重视和支持，并鼓励心理学的同仁知所奋勉，在当时特定的环境下仍要认清心理学的价值所在，并要敢于知难而进，有所作为，共同来开垦中国科学领域中的这一“半荒区”。
1944年，潘菽和梁希、涂长望、金善宝等，联合包括竺可桢、李四光等著名科学家在内的一百多人共同发起组织了“中国科学工作者协会”。
1946年5月，潘菽和许德珩、涂长望等在重庆创立九三学社。
1949年8月国立中央大学改名国立南京大学，潘菽任国立南京大学心理系教授兼系主任。1949年11月出任国立南京大学校务委员会主席。1951年7月“校务委员会主席”改为“校长”，潘菽任南京大学首任校长，至1957年6月。
1955年6月，潘菽当选为中国科学院生物学部委员。同年任中国心理学会理事长。
1957年，南京大学心理学系迁往北京，与中国科学院心理研究室合作建立中国科学院心理研究所。潘菽任所长。
从20年代到50年代中期，潘菽执教30年，讲授过普通心理学、实验心理学、理论心理学、比较心理学、社会心理学、应用心理学、心理学史等十余门主要的心理学课程，为中国培养了大批心理学方面的专门人才。
文化大革命期间，心理学被诬称为“伪科学”，要“彻底砸烂”，心理研究所和大学的心理学专业也被取消。中国心理学面临灭顶之灾。潘菽虽年事已高，且身患重病，仍遭到各种迫害。在这种情况下，他想的是如何使中国的心理学能够继续存在与发展。在一次砸烂心理所的批斗会后，他悲愤而坚定地对夫人庄炳松女士说：“心理学作为一门科学是砸不烂的，也是取消不了的，前途是光明的。”
1976年“文化大革命”结束后，潘菽先后担任心理研究所所长（-1983年）、名誉所长（1983年－1988年）。为了尽快恢复和发展中国的心理学，他一方面不辞辛苦地做了大量组织领导工作，同时带头从事研究和著述，大力播扬。在他生命的最后10余年中，共发表论文20多篇，出版著作5种。在1988年去世之前，他一直主持《关于意识的心理学研究》工作，并担任《中国大百科全书心理学卷》编委会主任。

## 学术主张与贡献
潘菽中国理论心理学的主要倡导者和奠基人，是与中国现代心理学一起成长起来的心理学家。他在心理学上所走过的道路可谓是中国现代心理学历史发展的一个缩影。20世纪20年代，潘菽留学美国，开始学习教育学。他感到美国的教育不一定适合中国国情，用美国式的教育未必能解决中国的问题。而心理学作为研究人的基础科学既与教育有密切关系，又比教育更具有根本的性质。于是他决定改学心理学。当时，国际上许多心理学派别激烈纷争，众说纷纭，莫衷一是。这种情况使他感到，心理学还不大像一门真正的科学。他立志要致力于改变这种状况，使心理学成为一门真正的、名实相符的科学。
抗日战争期间，潘菽随中央大学内迁重庆。在重庆，潘菽研读了辩证唯物论，并试图以辩证唯物论的观点分析说明心理学中一些长期争论不休的根本问题，为心理学探索新的发展道路。他以自己学习、研究所得，为中央大学心理开设了一门新课――理论心理学。
中华人民共和国成立后，在潘菽的大力倡导和推动下，心理学基本理论研究一直是中国心理学研究的一个重要领域。在心理研究所成立了心理学基本理论研究室，中国心理学会也成立了心理学基本理论专业委员会。潘菽直接领导这两个机构的工作，带领和指导中国心理学理论队伍逐一研究心理学中一些有很大分歧而且又是带根本性的理论问题。
潘菽认为心理学必须对人的本质有一个符合科学的理解。他提出，人的本质特征在于具有可以得到高度发展的心理智能，心理学是研究人的本质特征、从而阐明人之所以为人的基础科学。
关于心理学的科学性质问题，以往在心理学界一直缺乏统一的理解。潘菽既不同意把心理学当成自然科学，也不同意把心理学归入社会科学或其他具体学科，如哲学、教育学、生物学等。他认为，心理学既有自然科学的性质，又有社会科学的性质，是具有二重性质的中间科学，是跨于两大科学门类之间的一门独立的基础科学。
潘菽对心理学的方法论也有系统而完整的论述。除了已为人们认识的一般原则外，他特别指出，心理学研究必须贯彻生活实践的观点，而不能采取把心理现象孤立化的观点；要对人的地位有一个恰当的理解，而不能把人的心理降低到动物的水平以至人兽不分。　 　　
潘菽对传统心理学把心理过程分为“知、情、意”的三分法体系提出了质疑，并提出了二分法观点，即把整个心理活动分为意向活动和认识活动两个主要范畴，以作为他自己的心理学构想的基本框架。 　　
意识问题是心理学中一个带根本性的重要理论问题，并且是一个一直争论不休的难题。潘菽对以往各心理学流派的观点都不同意。他认为意识并不等于心理，它并不包括心理活动的全部，而只代表“知”的一方面，“意识就是认识”。　 　　
心身关系问题也是心理学中的难题。潘菽对古今中外关于这个问题的各种主要看法进行了认真的分析，提出心身问题是一个体用问题，即身体是心理的主体，人脑是心理的主要物质器官，而心理是身体，尤其是人脑的一种机能和作用。对于心理实质的理解，中国沿用的教科书上一直遵照列宁的观点，即“心理是脑的机能，是客观现实的反映”。潘菽则进一步提出人脑有生理的和心理的两种机能。　 　　
潘菽对个性问题的看法也有独到之处。他认为人的心理活动有动态和静态两种表现形态。心理活动的动态表现就是常说的心理过程，而心理活动的静态或稳定的状况就是心理状态。一个人所有的全部心理的静态或较稳定的状况就是所说的个性。　 　　

## 家庭生活
1931年，潘菽与庄炳松女士结婚。婚后育一子三女。庄炳松，江苏省嘉定县人，先后毕业于浒墅关省立蚕桑学校、上海女青年会体育师范，是中国女子体育教育的先驱之一。曾任教于燕京大学、贝满女中、汇文中学、南开女中，并义务任南开大学女生部（当时女生仅20余名）体育教师。